# Jan Hjärpe
Jan Östen Hjärpe, född 13 juli 1942 i Göteborg, är en svensk religionshistoriker och professor emeritus i islamologi vid Lunds universitet (professor sedan 1983).  Som Sveriges första och under en lång tid enda professor i islamologi anses han vara en av landets mest framstående experter på Mellanöstern och politisk islam.

## Biografi
Hjärpe doktorerade i religionshistoria vid Uppsala universitet 1972 efter studier där och vid Strasbourgs universitet. Han har haft tjänst vid Uppsala universitet, Umeå universitet, Åbo universitet och sedan 1976 har han till och från tjänstgjort vid Lunds universitet. Hjärpe blev docent i religionshistoria 1973 i Lund och är professor i islamologi vid Lunds universitet sedan 1983, då professuren, den första i Sverige, inrättades. Han har varit rådgivare åt bland andra Lennart Bodström vid Utrikesdepartementet. Hjärpe är prästvigd i Svenska kyrkan, men har aldrig innehaft prästtjänst.

## Ramiaffären
Under rättegången 1989 mot Ahmed Rami, som stod åtalad för hets mot folkgrupp genom radiokanalen Radio Islam, anlitades Hjärpe och Jan Bergman som sakkunniga. Hjärpe kom senare att kritiseras för vad en del uppfattade som försvar för Rami. Citat av Hjärpe som tolkats som stöd för Rami är bland annat att "Oberoende av de stötande uttrycken och omdömena i det som framförts i Radio Islam och i Ramis bok (Vad är Israel?) är det väl helt klart att Ramis ärende inte är att angripa judarna/judendomen (folkgruppen) i sig, utan att uppsåtet är att kämpa för palestiniernas sak" och att "det primära syftet [med rättegången] är att få tyst på politiska motståndare i den konfliktfyllda palestinafrågan" . Rami dömdes till fängelse för hets mot folkgrupp.

## Utmärkelser, ledamotskap och priser
- Ledamot av Vitterhetsakademien (LHA)
- Ledamot av Vetenskapssocieteten i Lund (LVSL, 1987)[6]
- Ledamot av Academia Europaea

## Verk i urval

### Monografier
- Analyse crititique des traditions arabes sur les sabéens harraniens [avhandling], Uppsala 1972.
- Islam, lära och livsmönster. Stockholm 1979, 1985.
- Politisk islam. Stockholm, 1980.
- Politisk islam. Studier i muslimsk fundamentalism. Stockholm/ Göteborg 1983, 1990.
- Islams värld. Stockholm 1987, 1990, 1993.
- Araber och arabism . Stockholm 1994, 2002.
- Islam och traditionen. Religion i förändring. ABF:s internationella verksamhet, 2002.
- Tusen och en natt & den elfte september, Tankar om islam (Prisma, Stockholm 2003).
- Sharīʾa : gudomlig lag i en värld i förändring (Norstedt, Stockholm, 2005).
- Profetens mantel : den muslimska världen 2001-2006 (Leopard, Stockholm, 2007).
- Förändringens vind: Den muslimska världen i tidigt 2000-tal (Leopard, Stockholm, 2009).
- Islamismer: Politisk-religiösa rörelser i den muslimska världen (Gleerups, Malmö. 2010).
- Bilden av profeten: Berättelserna om Muhammed och deras funktion förr och nu (Leopard, Stockholm, 2011).